# Quemar las naves (película de 2021)
Quemar las naves, exhibida también con el título de Voces secretas  es una película de Argentina filmada en colores dirigida por Rodolfo Carnevale sobre su propio guion que se estrenó el 15 de abril de 2021 y que tuvo como actores principales a Martina Gusmán, Gerardo Romano, Andrea Ferratti, Claudio Santorelli y Roly Serrano.

## Argumento
La muerte de Fermín López pone en la mira a su familia, su esposa y tres hijos, quienes tienen un futuro prometedor. Un suboficial y una agente investigarán que sucedió.

## Reparto
Participaron del filme los siguientes intérpretes:
- Loren Acuña	...	Nora
- Diego Alonso Gómez...	Ricardo
- Fabían Aquino...	Policía
- Ivan Aranda...	Luis
- Candela López Badra...	Prostituta
- Bautista Barreiro...	Bailarín en la fiesta
- Jorge Booth...	Fiscal
- Valeria Bruno...	Psicóloga
- Brian Buley...	Victorino
- Jessica Buzzatto...	Bailarina en la fiesta
- Ezequiel Castaño...	Pedro Nogués
- Matías De Leis Correa...	Bailarín en la fiesta
- Florencia Cosenza...	Susana López
- Ian Echelon...	Policía
- Emiliano Faustino...	Policía
- Lucas Ferraro...	Relator
- Andrea Ferratti...	Laura López
- Belen Froloff...	Mabel López
- Martina Gusman...	Marta Colombo
- Hugo Larriera...	Vecino
- Tupac Larriera...	Francisco López
- Ricardo Lavado...	Policía
- Alejandro Muller	...	Jorge
- Lili Popovich...	Vecina
- Lucas Leandro Reyes...	Oscar
- Gerardo Romano...	Alberto Rodríguez ( Suboficial)
- Claudio Santorelli...	Fermín López
- Roly Serrano...	Comisario Benítez
- Julieta Soler...	Abogada
- Rocío Sugint...	Bailarina
- Patricia Viggiano...	Jueza